# تروچتلبورن
تروچتلبورن (به آلمانی: Tröchtelborn) یک شهر در آلمان است که در تورینگن واقع شده‌است.

## خصوصیات
تروچتلبورن ۵٫۶۷ کیلومترمربع مساحت دارد ۳۱۰ متر بالاتر از سطح دریا واقع شده‌است.